# 1972 v športu
1972 v športu. 
 
Olimpijsko leto. Poletne so se odvile v Münchnu, Zahodna Nemčija, zimske pa v Saporu, Japonska.

## Avto - moto šport
- Formula 1: Emerson Fittipaldi, Brazilija, Lotus - Ford, je slavil s petimi zmagami in 61 točkami, konstruktorski naslov je šel prav tako v roke moštvu Lotus - Ford, ki je osvojilo 61 točk
- 500 milj Indianapolisa: slavil je Mark Donohue, ZDA, z bolidom McLaren/Offenhauser, za moštvo Roger Penske Enterprises[1]

## Kolesarstvo
- Tour de France 1972: Eddy Merckx, Belgija
- Giro d'Italia: Eddy Merckx, Belgija

## Košarka
- Pokal evropskih prvakov: Varese
- NBA: Los Angeles Lakers slavijo s 4 proti 1 v zmagah nad New York Knicks, MVP finala je bil Wilt Chamberlain[2]
- Olimpijske igre, moški - Sovjetska Zveza je osvojila zlato pred srebrno ZDA, bron je pripadlo moštvu Kube[3]

## Nogomet
- Pokal državnih prvakov: AFC Ajax je slavil s 1-0 proti Interju[4]
- Evropsko prvenstvo v nogometu - Belgija 1972: Zahodna Nemčija v finalu slavi s 3-0 nad Sovjetsko Zvezo, tretja je Belgija[5]

## Smučanje
- Alpsko smučanje: 
  - Svetovni pokal v alpskem smučanju, 1972
    - Moški: Gustav Thöni, Italija[6]
    - Ženske: Annemarie Pröll, Avstrija[7]

  - Alpsko smučanje na Zimskih olimpijskih igrah - Saporo 1972: 
    - Moški:
    - Slalom: Francisco Fernández Ochoa, Španija
    - Veleslalom: Gustav Thöni, Italija
    - Smuk: Bernhard Russi, Švica
    - Ženske:
    - Slalom: Barbara Cochran, ZDA
    - Veleslalom: Marie-Theres Nadig, Švica
    - Smuk: Marie-Theres Nadig, Švica
- Nordijsko smučanje: 
  - Smučarski skoki na Zimskih olimpijskih igrah - Saporo 1972: 
    - Manjša skakalnica: Jukio Kasaja, Japonska
    - Večja skakalnica: Wojciech Fortuna, Poljska

## Tenis
- Turnirji Grand Slam za moške:
  - 1. Odprto prvenstvo Avstralije: Ken Rosewall, Avstralija[8]
  - 2. Odprto prvenstvo Francije: Andrés Gimeno, Španija
  - 3. Odprto prvenstvo Anglije - Wimbledon: Stan Smith, ZDA[9]
  - 4. Odprto prvenstvo ZDA: Ilie Năstase, Romunija
- Turnirji Grand Slam za ženske:
  - 1. Odprto prvenstvo Avstralije: Virginia Wade, Združeno kraljestvo[10]
  - 2. Odprto prvenstvo Francije: Billie Jean King, ZDA
  - 3. Odprto prvenstvo Anglije - Wimbledon: Billie Jean King, ZDA[11]
  - 4. Odprto prvenstvo ZDA: Billie Jean King, ZDA
- Davisov pokal: ZDA slavi s 3-2 nad Romunijo[12]

## Hokej na ledu
- NHL - Stanleyjev pokal: Boston Bruins slavijo s 4 proti 2 v zmagah nasproti New York Rangers
- Olimpijada - zlata Sovjetska Zveza je slavila pred srebrno ZDA, tretja in bronasta je bila Češkoslovaška

## Rojstva
- 12. januar: Espen Knutsen, norveški hokejist in trener
- 12. januar: Barbara Merlin, italijanska alpska smučarka
- 26. januar: Werner Rathmayr, avstrijski smučarski skakalec
- 16. februar: Sabina Panzanini, italijanska alpska smučarka
- 20. februar: Uroš Pavlovčič, slovenski alpski smučar
- 1. marec: Andraž Vehovar, slovenski kanuist
- 6. marec: Shaquille O'Neal, ameriški košarkar
- 4. marec: Jos Verstappen, nizozemski dirkač Formule 1
- 20. marec: Shannon Nobis, ameriška alpska smučarka
- 25. marec: Roberto Acuña, paragvajski nogometaš
- 26. marec: Gregor Cvijič, slovenski rokometaš
- 29. marec: Julie Lunde Hansen, norveška alpska smučarka
- 17. april: Tomas Globočnik, slovenski biatlonec
- 18. april: Lars Roslyng Christiansen, danski rokometaš
- 19. april: Sonja Nef, švicarska alpska smučarka
- 19. april: Rivaldo, brazilski nogometaš
- 24. april: Jure Košir, slovenski alpski smučar
- 26. april: Claudia Coslovich, italijansko-slovenska atletinja
- 5. maj: Žigmund Pálffy, slovaški hokejist
- 6. maj: Martin Brodeur, kanadski hokejist
- 6. maj: Matjaž Vrhovnik, slovenski alpski smučar
- 10. maj: Katja Seizinger, nemška alpska smučarka
- 23. maj: Rubens Barrichello, brazilski dirkač Formule 1
- 27. maj: Eskild Ebbesen, danski veslač
- 6. junij: Noriaki Kasai, japonski smučarski skakalec
- 17. junij: Iztok Čop, slovenski veslač
- 23. junij: Zinedine Zidane, francoski nogometaš
- 24. junij: Denis Žvegelj, slovenski veslač
- 17. julij: Jaap Stam, nizozemski nogometaš
- 2. avgust: Corinne Rey-Bellet, švicarska alpska smučarka († 2006)
- 17. avgust: Tomaž Tomšič, slovenski rokometaš
- 30. avgust: Pavel Nedvěd, češki nogometaš
- 3. september: Martin Straka, češki hokejist
- 8. september: Markus Babbel, nemški nogometaš in trener
- 10. september: Bente Skari, norveška smučarska tekačica
- 16. september: Samo Gostiša, slovenski smučarski skakalec
- 27. september: Marko Dolenc, slovenski biatlonec
- 5. oktober: Varvara Zelenska, ruska alpska smučarka
- 14. oktober: Birgit Heeb-Batliner, lihtenštajnska alpska smučarka
- 4. november: Luís Figo, portugalski nogometaš
- 9. november: Kathleen »Katie« Monahan, ameriška alpska smučarka
- 29. november: Andreas Goldberger, avstrijski smučarski skakalec
- 30. november: Aleš Brezavšček, slovenski alpski smučar
- 2. december: Sergejs Žoltoks, latvijski hokejist († 2004)
- 7. december: Hermann Maier, avstrijski alpski smučar
- 11. december: Daniel Alfredsson, švedski hokejist
- 30. december: Matija Šestak, slovenski atlet

## Smrti
- 17. februar: Martin Schröttle, nemški hokejist (* 1901)
- 26. april: Einar Lindqvist , švedski hokejist (* 1895)
- 4. maj: Josep Samitier, španski nogometaš in trener (* 1902)
- 11. junij: Joakim Bonnier, švedski dirkač Formule 1 (* 1930)
- 24. julij: Lance Reventlow, ameriški dirkač (* 1936)
- 29. julij: Lennart Svedberg, švedski hokejist (* 1944)
- 1. avgust: Pietro Ghersi, italijanski dirkač (* 1899)
- 9. avgust: Hubert A. Caldwell, ameriški veslač (* 1907)
- 25. oktober: Johnny Mantz, ameriški dirkač (* 1918)
- († 1972): Jeanette Anne Kessler-Riddell, britanska alpska smučarka, * (1908)